# Serpentinite
La serpentinite è una roccia ultrafemica metamorfosata appartenente alla famiglia delle peridotiti, rocce nelle quali quasi tutti i minerali componenti (olivina, pirosseno e a volte gli anfiboli) si sono trasformati in serpentino.

## Geologia
Le serpentiniti sono frequenti nella regione alpina e, soprattutto, in quella appenninica. Fra le serpentiniti appenniniche sono molto conosciute il verde di Prato e la ranocchiaia; fra quelle alpine, il verde di Varallo, il verde di Susa, la cosiddetta pietra verde di Calabria e il verde di Polcevera, tutte rocce che presentano una struttura brecciata.
Molte rocce serpentiniche si prestano ad una facile lucidatura e sono perciò utilizzate, per il loro bel colore verde, a volte variegato, in edilizia, dove prendono il nome di marmo verde. In Toscana venne usato per creare la tipica bicromia del romanico pistoiese, pratese, fiorentino. Incrostazioni in marmo verde di Prato si trovano per esempio nell'esterno del Battistero di Firenze, della Chiesa di S. Miniato a Monte, del Duomo di Prato e molti altri monumenti.

## Formazione
La serpentinite si forma nel mantello quando la peridotite viene trasportata in piccole scaglie verso la crosta, dove entra in contatto con rocce granitiche ed assorbe i gas ricchi di vapore acqueo ed anidride carbonica formando nuovi materiali come talco, carbonati, clorite e anfibolo. In questo processo, detto "metamorfismo idrotermale" può anche essere assorbito del silicio Questo processo è accompagnato da forte pressioni che deformano le rocce e danno loro una forma lenticolare che può andare da pochi metri a centinaia di metri di lunghezza Queste rocce affiorano successivamente in seguito a fenomeni di erosione.

## Affioramenti
La serpentinite si trova maggiormente in Italia nella fascia Alpino-appenninica. A Prato si trovava la cava, oramai chiusa, utilizzata per la decorazione dei più importanti monumenti della regione. 
A Lanzada (Sondrio) nella miniera della Bagnada e nel rispettivo museo si possono osservare meravigliosi "esemplari" di serpentinite e gli attrezzi con cui veniva e viene lavorata. È anche molto diffusa nelle Colline Livornesi, soprattutto nelle zone di Poggio Corbolone, Monte Maggiore e Poggio Pelato. Ulteriore luogo dove poterla trovare è in provincia di Siena, vicino a Casciano di Murlo si trova la chiesa dell'eremo di Montespecchio che oltre ad avere i paramenti murari con ricorsi di tale materiale, era uno dei cantieri fornitori di Marmo nero di Vallerano per l'Opera del Duomo di Siena.
Sulle Alpi si trova a partire dall'Appennino Ligure e Toscano, risale le valli fino alla Valle d'Aosta, si sposta in Piemonte (Valle Antrona, Valle Vigezzo) e prosegue in Canton Ticino e arriva in Lombardia in Valmalenco. Alcuni affioramenti si possono trovare anche sul versante occidentale della Val Trebbia in provincia di Piacenza.

## Galleria d'immagini

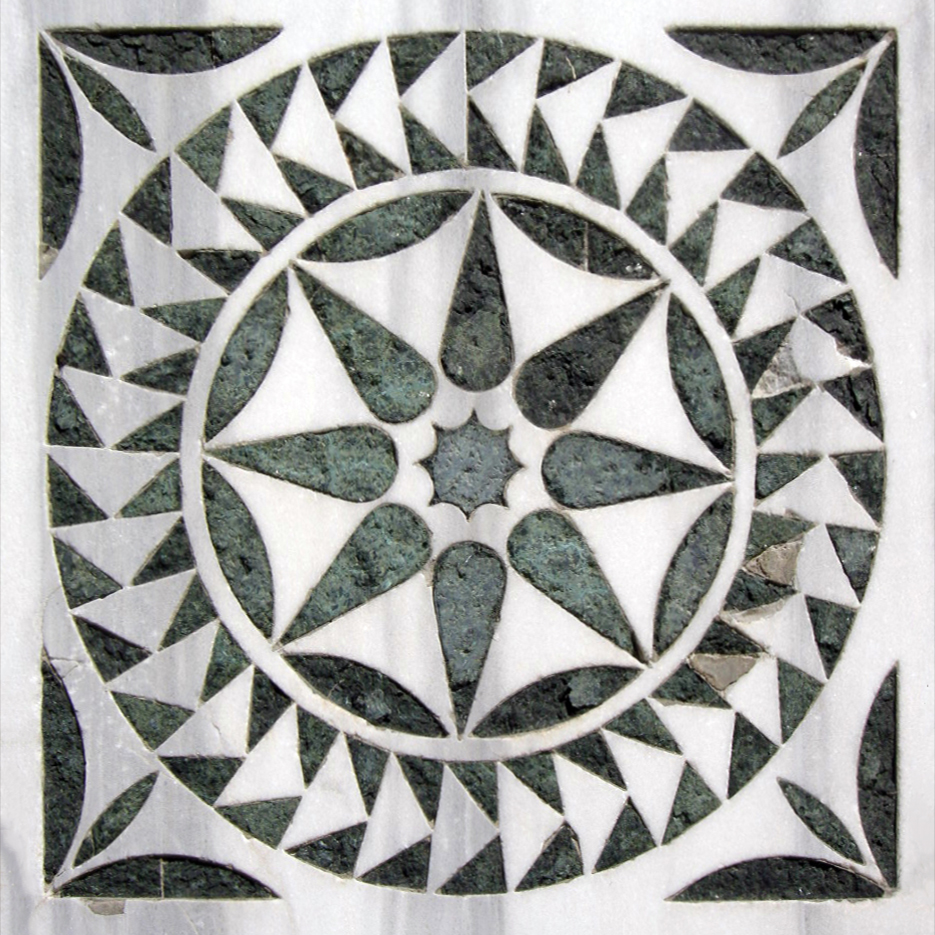
Incrostazione in marmo bianco e serpentino di Prato (Badia fiesolana)
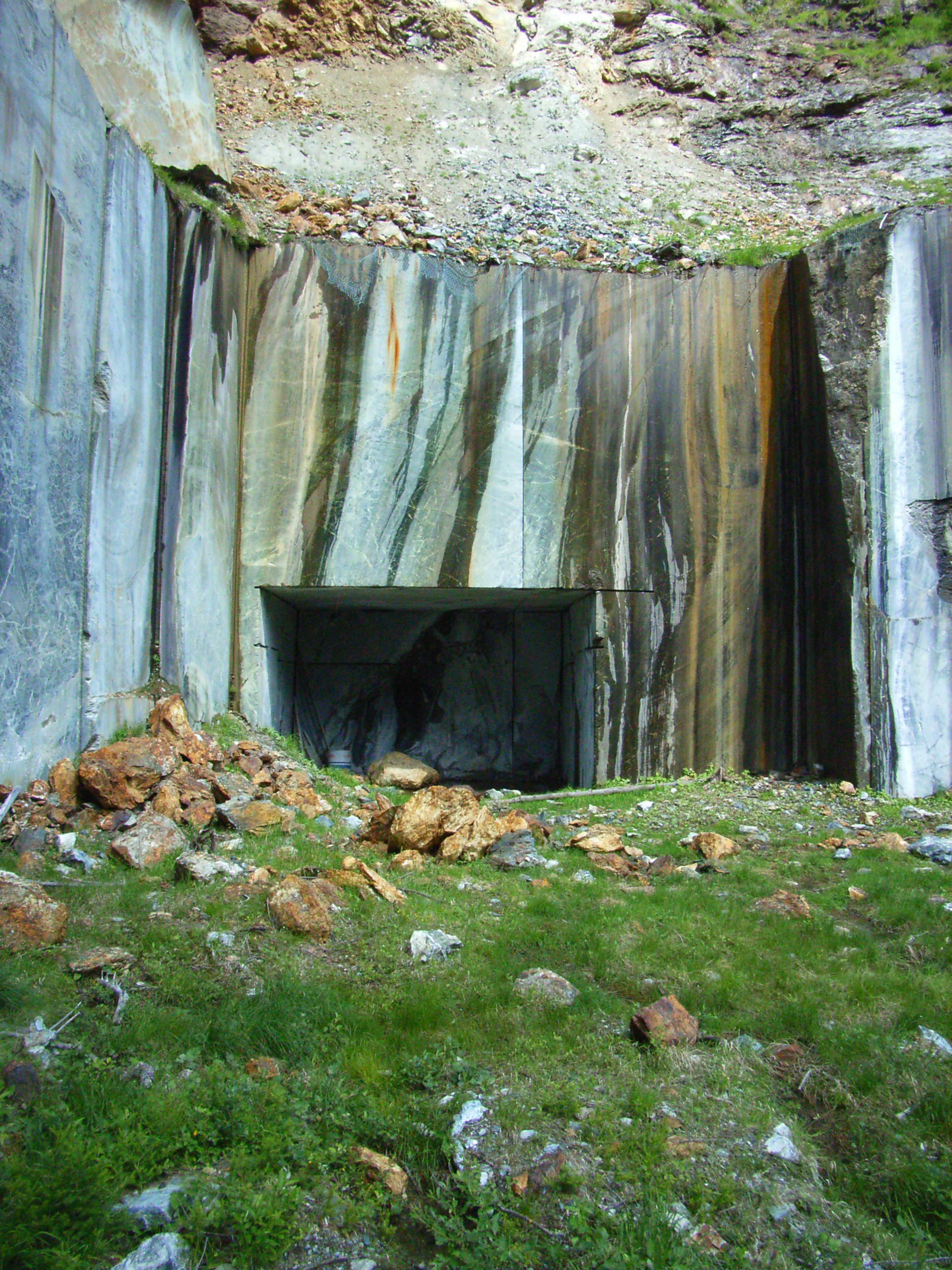
Una cava di marmo verde a Gressoney-Saint-Jean